# Birka en Hovgården
Birka en Hovgården is een van de veertien werelderfgoederen op de Werelderfgoedlijst van de UNESCO in Zweden en is opgenomen op deze lijst in 1993, het is een cultuurerfgoed.
Birka en Hovgården liggen op twee buureilanden (Björkö en Adelsö) in het Mälarmeer, het op twee na grootste meer van Zweden.
Hier worden overblijfselen aangetroffen van de twee eeuwen dat de Vikingen in Europa expandeerden. Birka was een belangrijke handelsplaats van de Vikingen en werd gesticht in 790 door een Vikingkoning. Op Adelsö was het paleis van de koning en van daaruit werd de handelsplaats op Björkö beschermd.
Ongeveer 200 jaar lang was Birka een handelsplaats voor geheel Noord-Europa. Arabisch zilver, parels uit Oost-Europa en Rusland, ijzer uit Bergslagen en vellen en pelzen uit het noorden werden hier verhandeld. De opgravingen wijzen op een samenleving met een sterke hiërarchie en groot klassenverschil. De stad had in zijn bloeitijd ongeveer 700 tot 1000 inwoners. De stad wordt als de eerste echte stad in de geschiedenis van Zweden beschouwd.
Er zijn schriftelijke bronnen, die vertellen dat de monnik Ansgarius in het jaar 830 naar Birka kwam om het christendom te verbreiden. Hij was 1½ jaar in Birka, en enige inwoners lieten zich dopen, maar Birka werd nooit een christelijke stad. Een latere poging in 852 was nog minder succesvol.
In de tweede helft van de 10e eeuw werd Birka verlaten. De redenen zijn onduidelijk, maar men vermoedt dat aan de ene kant de Scandinavische landstijging het scheepvaartverkeer bemoeilijkte, en aan de andere kant de door Erik Segersäll in 970 gestichte stad Sigtuna de rol van Birka als handelsplaats heeft overgenomen.
Het koningshof op het eiland Adelsö werd nog gebruikt en in de 13e eeuw werd de koninklijke burcht Alsnöhus gebouwd. In de 14e eeuw werd het geheel verlaten en vervielen de gebouwen.
Op beide eilanden bevinden zich talrijke grafheuvels uit de Vikingtijd en de stad en het koningshof zijn door archeologen opgegraven. De talrijke vondsten worden in Museum Birka Vikingastaden op het eiland Björkö tentoongesteld.
In het Nationaal Museum in Stockholm bevindt zich, naar men aanneemt uit het Oosten afkomstig goudborduurwerk, dat men aantrof in graven van de Vikingen.
De redenen waarom dit monument op de werelderfgoedlijst zijn opgenomen zijn:
- Het monument is een goed bewaard voorbeeld van de handelsnetwerken van de Vikingen gedurende de twee eeuwen waarin ze economisch en politiek expandeerden in Europa.
- Birka is een van de meest complete en best behouden overblijfselen van een Vikinghandelsplaats uit de 8e tot 10e eeuw.